# Heinrich der Stolze

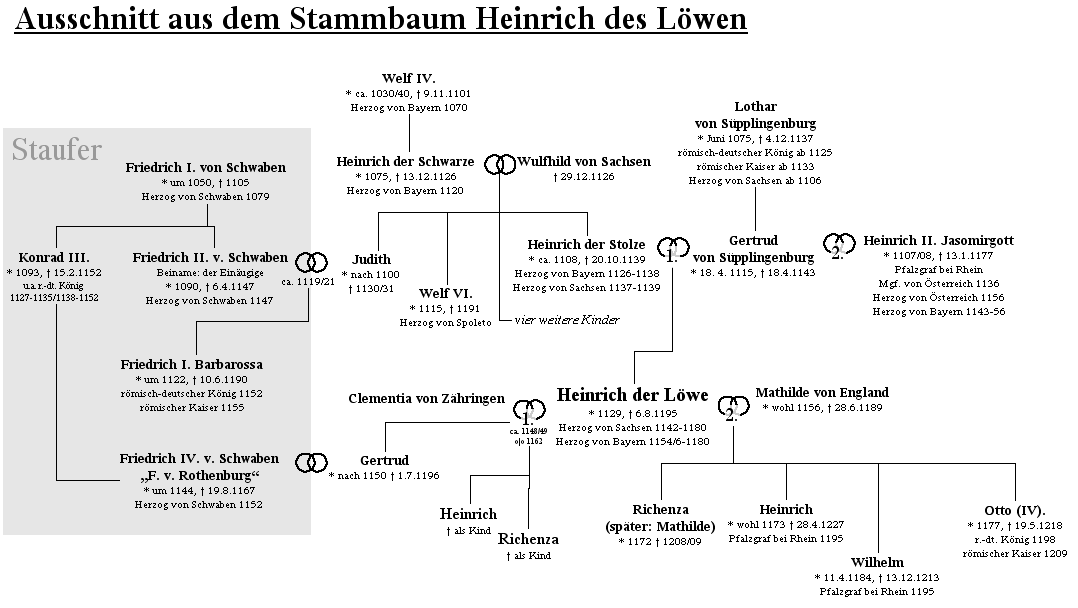
Ausschnitt aus der Stammtafel Heinrichs des Löwen

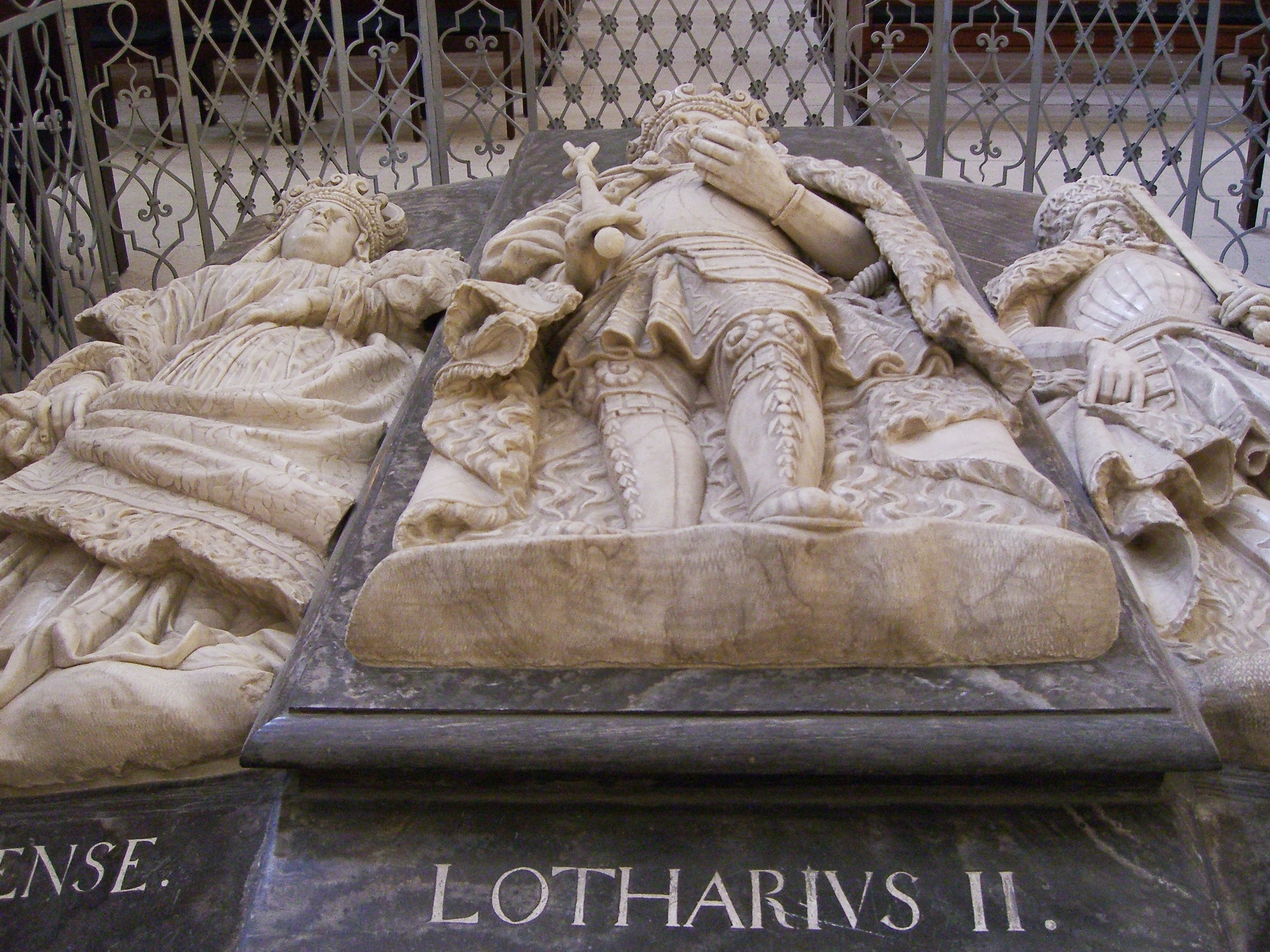
Heinrich der Stolze (rechts) neben seinen Schwiegereltern Lothar und Richenza, Grabskulptur von 1708 im Kaiserdom Königslutter

Heinrich der Stolze (* 1102 oder 1108; † 20. Oktober 1139 in Quedlinburg) war von 1126 bis 1138 als Heinrich X. Herzog von Bayern und von 1137 bis zu seinem Tode 1139 als Heinrich II. Herzog von Sachsen. Außerdem war er Markgraf von Tuszien. Er kam aus dem Hause der Welfen und war 1138 Kandidat (Thronprätendent) für die Wahl zum römisch-deutschen König.

## Leben
Heinrich war der Sohn von Herzog Heinrich IX. dem Schwarzen von Bayern und Wulfhild von Sachsen und älterer Bruder von Welf VI. Aus seiner Ehe mit Gertrud von Sachsen, Tochter König Lothars III. von Supplinburg vom 29. Mai 1127, ging Heinrich der Löwe hervor.
Durch die Ehe mit Gertrud von Sachsen, Kaiser Lothar III. von Supplinburgs einziger Tochter, erhielt Heinrich nach dessen Tod die supplinburgischen, braunschweigischen und northeimischen Allodialgüter in Sachsen. Hier zeigen sich die Anfänge welfischer Machtausdehnung im Norden des Reiches, wovon memorialgeschichtlich auch die zwischen 1132 und 1137 in Lüneburg entstandene sächsische Welfenquelle Zeugnis ablegt. Heinrich unterstützte Lothar im Kampf gegen die Staufer und begleitete ihn 1136/37 auf dessen zweiten Italienzug. Hierbei wurde Heinrich mit der Markgrafschaft Tuszien belehnt und erhielt vom Papst die Mathildischen Güter. 1137 verlieh ihm Lothar kurz vor seinem Tod auch das Herzogtum Sachsen und designierte ihn zu seinem Nachfolger. Nach Otto von Freising rühmte er sich nach der Einsetzung zum Herzog von Sachsen, dass seine Besitzungen von Dänemark bis Sizilien reichten: „A mari usque ad mare, id est a Dania usque in Siciliam.“
Dennoch wurde – wohl aufgrund Heinrichs hochfahrenden Wesens und seiner bisherigen Machtfülle – nicht er, sondern der Staufer Konrad III. gewählt. Heinrich lieferte Konrad zwar die von Lothar empfangenen Reichskleinodien aus, weigerte sich jedoch – wie von Konrad gefordert – auf eines seiner Herzogtümer zu verzichten. Als Heinrich auch noch die Huldigung des neuen Königs verweigerte, ächtete Konrad ihn, gab Bayern an Leopold IV. von Österreich, Sachsen an Albrecht den Bären. Heinrich konnte sich in Sachsen jedoch gegen alle Angreifer und selbst gegen König Konrad behaupten, starb aber am 20. Oktober 1139 plötzlich in Quedlinburg. Er wurde neben seinen Schwiegereltern Lothar III. und Richenza von Northeim im Kaiserdom Königslutter bestattet. In der Regensburger Kaiserchronik der 1140er Jahre wird Heinrich hochgeachtet.